# Утакмице фудбалске репрезентације Мађарске 1998.
| Домаћин | Гост |

Фудбалска репрезентација Мађарске је током 1998. године одиграла девет званичних утакмица. У првој половини године одиграно је пет пријатељских утакмица, са неколико нових противника. Мађарска репрезентација је по први пут играла против репрезентација Македоније и Литваније. На јесен су почеле квалификације за Европско првенство где је Мађарска била у групи са Португалијом, Словачком, Лихтенштајном Азербејџаном и Румунијом.
Савезни селектор националног тима у овом периоду је био:
- Берталан Бичкеи

## Утакмице
| Аустрија                       | 2 : 3 (2 : 2) | Мађарска                 |
| ------------------------------ | ------------- | ------------------------ |
| Вастић 12’ · А. Амерхаузер 20’ | Извештај      | 4’ Хорват · 32’ 54’ Илеш |

| Иран                           | 0 : 2 (0 : 1) | Мађарска              |
| ------------------------------ | ------------- | --------------------- |
| Вастић 12’ · А. Амерхаузер 20’ | Извештај      | 16’ Коршош · 58’ Илеш |

| Северна Македонија | 0 : 0 (пен 2 : 4) | Мађарска |
| ------------------ | ----------------- | -------- |
|                    | Извештај          |          |

| Мађарска   | 1 : 0 (0 : 0) | Литванија |
| ---------- | ------------- | --------- |
| Хрутка 49’ | Извештај      |           |

| Мађарска                    | 2 : 1 (0 : 0) | Словенија    |
| --------------------------- | ------------- | ------------ |
| Домби 68’ · Шебек 86’ (пен) | Извештај      | 92’ Аћимовић |

| Мађарска   | 1 : 3 (1 : 0) | Португалија                  |
| ---------- | ------------- | ---------------------------- |
| Хорват 31’ | Извештај      | 55’ 75’ Са Пинто · 84’ Коста |

| Азербејџан | 0 : 4 (0 : 0) | Мађарска                                             |
| ---------- | ------------- | ---------------------------------------------------- |
|            | Извештај      | 58’ Дардаи · 84’ (пен) Илеш · 88’ Пишонт · 91’ Фехер |

| Мађарска   | 1 : 1 (0 : 0) | Румунија     |
| ---------- | ------------- | ------------ |
| Хрутка 83’ | Извештај      | 50’ Молдован |

| Мађарска             | 2 : 0 (2 : 0) | Швајцарска |
| -------------------- | ------------- | ---------- |
| Коршош 1’ · Шебек 6’ | Извештај      |            |

## Голгетери у 1998.
| - Габор Кираљ (голман) - Бела Илеш - Тибор Домби - Иштван Пишонт - Пал Дардаи |

## Извори и спољашње везе
- Све утакмице репрезентације Мађарске
- Репрезентација Мађарске на фудбалској бази података
- Утакмице репрезентације Мађарске (1998)